# Czogjal Namkhai Norbu

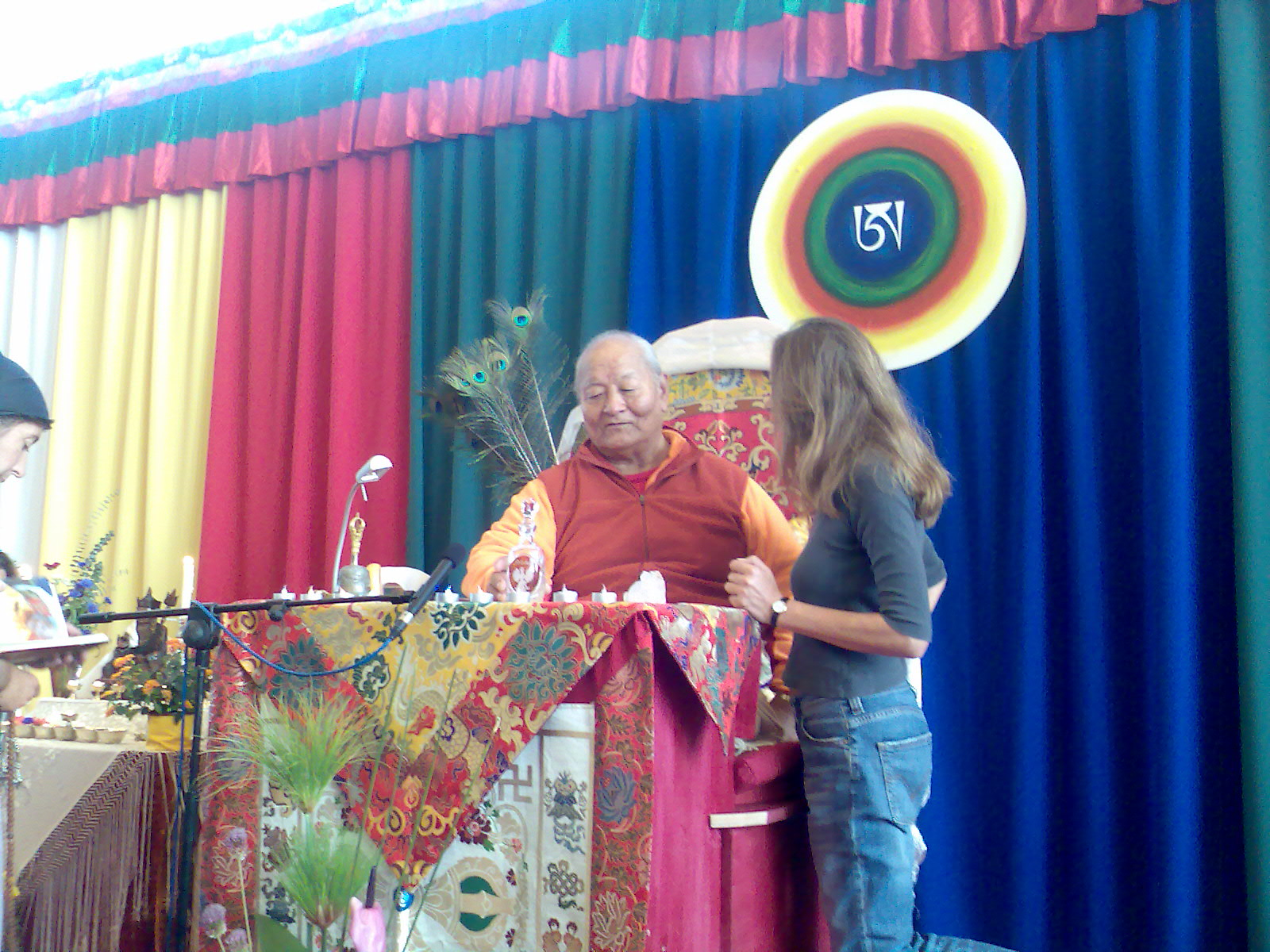
Namkhai Norbu Rinpoché, 2006

Czogjal Namkhai Norbu (tyb. ཆོས་རྒྱལ་ནམ་མཁའི་ནོར་བུ་ chos rgyal nam mkha'i nor bu; ur. 8 grudnia 1938 w Derge, zm. 27 września 2018 w Arcidosso) – buddyjski nauczyciel przekazujący nauki Dzogczen i Anujogi.
Urodził się 8 grudnia 1938 w Derge we wschodnim Tybecie (Kham). W wieku dwóch lat został rozpoznany jako inkarnacja wielkiego mistrza Dzogczen przełomu XIX w. i XX w., Adzama Drugpy (Ningma). Kiedy miał pięć lat, XVI Gjalła Karmapa i (poprzedni) Tai Situ Rinpocze rozpoznali go jako inkarnację Szabdrunga Ngawanga Namgjala (Kagju), duchowego przywódcy (sanskr. dharmaradża, tyb. czogjal) Bhutanu. Rodzina i król Derge nie zgodzili się na tradycyjną intronizację młodego tulku - postanowiono umieścić go w klasztorze Sakjapy i odłożyć decyzję odnośnie do przyszłości na później.
Czogjal Namkhai Norbu otrzymał tradycyjne wykształcenie lamy, studując m.in. pięć traktatów Asangi/Maitrei. Równolegle pobierał nauki, przekazy i inicjacje od różnych (w sumie ok. 30) mistrzów buddyjskich. W wieku 16 lat spotkał swojego głównego mistrza Czangcziuba Dordże, od którego otrzymał wprowadzenie w naturę umysłu. W 1960 przyjechał do Włoch na zaproszenie prof. Giuseppe Tucciego. Od 1964 do 1992 pracował jako wykładowca literatury tybetańskiej i mongolskiej na Uniwersytecie w Neapolu. 
W 1976 na prośbę XVI Gjalła Karmapy po raz pierwszy udzielił nauk buddyjskich. Od samego początku przekazywał czyste nauki trzech serii Dzogczen, tak jak otrzymał je od swojego głównego mistrza Cziangcziuba Dordże. Obecnie założona przez Czogjala Namhai Norbu Wspólnota Dzogczen liczy ponad 10 tys. członków na całym świecie.
Rinpocze był żonaty i miał dwójkę dzieci. Jego syn Khjentse Jeszi Namkhai, rozpoznany przez J. Św. Sakja Trizina Rinpocze jako inkarnacja Khjentse Rinpocze, również udziela nauk Dzogczen na całym świecie.